# Pascal Themanlys
Pascal Themanlys (* 27. September 1909 in Paris; † 25. Juni 2000 in Jerusalem) war ein französischer (später israelischer) Poet, Zionist und Kabbalist. Seine Bücher über jüdischen Mystizismus wurden auf Französisch, Englisch und Hebräisch verlegt.
Pascal wurde in Paris geboren; seine Eltern Louis und Claire Themanlys waren wichtige Schüler von Max Théon und engagierten sich für das von diesem begründete Mouvement Cosmique in Frankreich. Pascal Themanlys traf Theon nur einmal 1920 (im Alter von elf Jahren, Théon war damals schon über siebzig), trotzdem behauptete er später von seinem Vater initiiert worden zu sein. Dies ergänzte seine eigenen Studien der traditionellen lurianischen Kabbalah.
Während des Zweiten Weltkriegs war Themanlys in der französischen Résistance. 1949 emigrierte er nach Israel, wo er Leiter der französischen Sektion der Jewish Agency wurde. Er war Gründer der Israelisch-Französischen Freundschaft.

## Schriften
- Le monocle d’émeraude. Vorwort von Hélène Vacaresco, Delpeuch, Paris 1924.
- Le Souffleur. Marcelle Lesage, 1927.
- Figures Passionnées. Delpeuch, Paris 1930.
- Les merveilles du Becht. Lipschutz, Paris 1934.
- Grands d'Israël. Rieder, Paris 1938.
- Cocktail de Fruits. Beresniak, Paris 1938.
- Détresse et Résistance Juives. M.N.C.R., Grenoble 1944.
- Influences. Pro Libro, Paris 1949.
- Max Théon and Cosmic Philosophy. Cosmic library, 1955.
- Un itinéraire de Paris à Jérusalem. Books of Jerusalem, Jerusalem 1963.
- Shaar Lesodoth Hahitbonenouth. Argaman, Jerusalem 1981.
- In Way of Meditation in the Light of the Kabbala. Argaman, Jerusalem 1981.
- Likrat Haboker Hagadol?. Argaman, Jerusalem 1982.
- Si ‘hou Bekhoi Niflotav (Gespräche mit Danièle Storper). Argaman, Jerusalem 1987.
- Or ‘Hadash al Tsion. Argaman, Jérusalem 1987.
- Visions of the Eternal Present. Argaman, Jerusalem 1991.
- A l’approche du grand matin. Argaman, Jérusalem 1996.